# Бромид ванадия(III)
Бромид ванадия(III) — неорганическое соединение, соль металла ванадия и бромистоводородной кислоты с формулой VBr3, зеленовато-чёрные кристаллы, растворимые в воде, образует кристаллогидрат.

## Получение
- Взаимодействие брома с ванадием, его нитридом или карбидом:

{\displaystyle {\mathsf {2V+3Br_{2}\ {\xrightarrow {T}}\ 2VBr_{3}}}}
{\displaystyle {\mathsf {2VN+3Br_{2}\ {\xrightarrow {T}}\ 2VBr_{3}+N_{2}}}}
{\displaystyle {\mathsf {2VC+3Br_{2}\ {\xrightarrow {T}}\ 2VBr_{3}+2C}}}
- Упариванием в вакууме раствора после электролиза суспензии оксида ванадия(V) в бромистоводородной кислоте получают кристаллогидрат:

{\displaystyle {\mathsf {V_{2}O_{5}+10HBr+2H_{2}O\ {\xrightarrow {e^{-}}}\ 2VBr_{3}\cdot 6H_{2}O}}}

## Физические свойства
Бромид ванадия(III) образует расплывающиеся на воздухе зеленовато-чёрные кристаллы
Растворяется в воде, этаноле, диэтиловом эфире, ацетоне, бензоле, сероуглероде.
Образует кристаллогидрат состава VBr3• 6H2O, который имеет строение [V(H2O)6]Br3.
С жидким аммиаком образует аддукт VBr3• 6NH3.